# Келлі Джонсон
Бернадетт Джин «Келлі» Джонсон (20 червня 1958 - 15 липня 2007) - британська гітаристка, що стала широко відомою на початку 1980-х за виступами в хеві-метал групі «Girlschool».

## Біографія
Джонсон почала грати на фортепіано під керівництвом свого батька, коли їй було п'ять років, і перейшла на гітару в дванадцять. Вона відвідувала школу Edmonton County School в лондонському районі Едмонтон, де почала грати на бас-гітарі і фортепіано в шкільних групах. Після її першого знайомства з Кім Маколифф і Енід Вілльямс у квітні 1978 року, її одразу ж прийняли до нової групи Girlschool, сформованої на базі групи Painted Lady.
Джонсон була в групі автором текстів, грала на лід-гітарі і виконувала лід- і бек-вокал на перших чотирьох альбомах групи. Вона була також і потужним візуальним фокусом групи, завдяки її високому зросту і світлому волоссі, не враховуючи чудового музичного вкладу гри на гітарі. Видатний рок-гітарист Джефф Бек сказав, що він не міг собі навіть уявити, що дівчина так може грати на гітарі. Леммі, лідер Motörhead, сказав, що Джонсон, будучи у формі, дійсно грала так добре як Джефф Бек. Girlschool як група ніколи не займала феміністських позицій, хоча те, що в жанрі хеві-метал, де домінують музиканти чоловічої статі, а іноді «мачізм» і женоненависництво, з'явилася перша група, де в складі тільки жінки, було позицією саме по собі.
Джонсон з початку її кар'єри виявляла сильну чутливість до екологічних тем, які були виражені в деяких її піснях. Вона стала пізніше захисницею довкілля, борцем за права тварин, а також вегетаріанкою.
На початку 1984 року Джонсон залишила групу. Як Кім Маколифф заявила в 1997 році, «Келлі була сита всім цим по горло (...), важкий рок її більше не цікавив».
Джонсон негайно виїхала з Англії в Лос-Анджелес, щоб почати нову кар'єру і жити з Вікі Блю, колишньою басисткою американського гурту The Runaways, яка також була його менеджером. У США вона писала свою власну музику і робила записи, але це було безуспішно. У 1987 році вона увійшла в рок-гурт World's Cutest Killers, де грала, зокрема, колишня учасниця Painted Lady Кеті Велентайн. Пізніше гурт змінив назву на The Renegades і працював у місцевих клубах, але так і не отримав контракту від студій. Після двох років з гуртом, Келлі залишила музику назовсім, і стала вивчати жестову мову і працювати з глухими.
Однак жити  довго без музики Келлі не змогла, і в 1993 році, майже після десяти років в США, вона повернулася до Великої Британії, щоб відновити свою роль провідної гітаристки Girlschool. Вона залишалася з гуртом до 1999 року, тоді у неї виявили рак. Незважаючи на це, Джонсон продовжувала зрідка виступати й інструктувати свою заміну Джеккі Чемберс, а також стала збирати матеріал для біографії групи .
Джонсон померла в неділю 15 липня 2007 року, у віці 49 років, після шестирічної боротьби з пухлиною в хребті. Той факт, що у неї була важка хвороба, не був широко відомий , тільки близькі друзі і сім'я знали це.
У промові, присвяченій Джонсон, Трейсі Лем сказала : " Мене не вражає і не дивує, що так багато з Вас сьогодні прийшли до Келлі, тому що Келлі торкнулася всіх наших сердець своєю любов'ю, дружбою, своєю дивовижною особистістю і тим, що вона надихнула  багатьох з нас почати або продовжувати грати музику. Вона була справжньою рок-зіркою, її жвавість на сцені і під час записів, її численні пісні і сильні виступи на кожному концерті будуть пам'ятати завжди ".